# Ciampa defixella
Ciampa defixella är en fjärilsart som beskrevs av Walker 1862. Ciampa defixella ingår i släktet Ciampa och familjen mätare. Inga underarter finns listade i Catalogue of Life.